# نادين فلاح
نادين فلاح (1 أغسطس 1977 -)، إعلامية لبنانية.

## حياتها الشخصية
ولدت في العاصمة بيروت لأب لبناني وأم سورية، أصلها من جنوب لبنان تنتمي إلى الطائفة الطائفة الشيعية.

## حياتها الخاصة
ارتبطت بمهندس ومخرج مصري في عام 2000 حتى انفصلت عنه بسبب الخلاف على الإنجاب وهي فكرة كانت ترفضها نادين بسبب عملها الإعلامي وبحجة أنها كانت تشهد على الضغوطات التي تتعرض لها للتوفيق بينها وبين عائلتها. بعد أقل من ثلاثة اعوام إرتبطت برجل لبناني والملفت أن خطبتهما قد دامت لأكثر من ثلاث سنوات لحين إرتبطا سوية ولكن أيضاً لم يكتب لهما البقاء معاً، في يوم 14 فبراير 2012 تزوجت من النائب اللبناني عقاب صقر بعد قصة حب طويلة دامت عدة سنوات، أما بالنسبة إلى النائب صقر، فكان الزواج الثاني له، ولديه طفلة لم تكن تتم السادسة من عمرها، بعد زواج لم يدم أكثر من سنة. عقد قرانهما في بلجيكا وقيل أنه تم عقد قرانهما قبل أربعة أشهر بحضور عائلتها والمقربين فقط وغياب الصحافة. في شهر سبتمبر 2012 رزقت بإبنها الأول سعد وبعدها بابنتها شاها تعيش مع عائلتها حاليا ومبتعدة عن الإعلام.

## مشوارها المهني

### انطلاقتها مع شبكة راديو وتلفزيون العرب ART
بدأت مشوارها المهني في نهاية العام 1993 عندما كانت في سن السابعة عشرة من عمرها، حينها تقدمت لكاستينغ اختيار مذيعات شبكة راديو وتلفزيون العرب وتم قبولها، تركت هندسة الديكور التخصص الذي بدأت به في الجامعة سافرت إلى إيطاليا للعمل في شبكة راديو وتلفزيون العرب ART التي كانت تبث من أفزدانو بالقرب من العاصمة روما
إستهلتها بِتقديم النشرة الرياضية على قناة ART الرياضة art2 مع زميلها خالد الغول بعدها إنتقلت لتقدم أخبار عن الأفلام الأسبوعية والممثلين السينمائين على قناة ART الأفلام art4، قدمت بعدها برنامج المسابقات الأوائل تكسب على القناة العامة art1 ART المنوعات الذي كان انطلاقتها الفعلية في مجال الإعلام، تتلمذت على يد الإعلامية المصرية الراحلة همت مصطفى التي كانت مديرة البث في إيطاليا
حطت رحالها في قناة ART الموسيقى art5 عندما افتتحها الشيخ صالح كامل في يوليو عام 1994 حيث قدمت العديد من البرامج الناجحة أولها كان توب 20 عام 1996 بعد أن تخلت زميلتها ريتا خوري عنه، منحتها شبكة راديو وتلفزيون العرب الشهرة عربياً.
قامت بتقديم برامج عديدة تنوعت بين الألعاب والمسابقات الفنية والبرامج الرمضانية
كما قامت بتغطية أهم الحفلات والمهرجانات العربية وحاورت كبار نجوم الغناء في الوطن العربي بمشاركة زميلاتها فرح بن رجب وجومانا بو عيد
عادت إلى بيروت في تاريخ الثاني عشر من نيسان عام 2001 بعد انتقال مكاتب البث لهناك بعد أن أمضت ثماني سنوات ونصف في إيطاليا عملت في شبكة راديو وتلفزيون العرب لغاية شهر يونيو 2003
عندما قام الأمير الوليد بن طلال بشراء art الموسيقى وفك تشفيرها وقام بتغيير إسمها إلى روتانا موسيقى.

### إنتقالها إلى روتانا
بقيت تقدم برنامجها الشهيرتوب 20 لنهاية العام 2004 بعد قرار الإدراة تغير شكله ومضمونه الأمر الذي رفضته ولم يناسبها بسبب اعتياد الناس على شكل البرنامج فتخلت عنه بعد حوالي أكثر من سبع سنوات
أطلت بعدها لتقديم برنامج خلال شهر رمضان على شاشة روتانا موسيقى لعامين متتاليين حيث قدمت برنامجين الأول نورت عام 2005
و قمرين عام 2006 من إنتاج إيلمنتس تي في لحين انتهاء عقدها مع روتانا في الأول من أيلول عام 2007
في نوفمبر عام 2007 إنتقلت لتقديم برنامج على تلفزيون أبو ظبي بعنوان إنت مين  لموسم واحد فقط من إنتاج ايلمنتس تي في أيضا استضافت فيه كبار نجوم الغناء وناقش الشقين الإنساني والفني لهم استمر حتى شهر مارس 2008
تلقت إتصالا من تركي شبانة ليخبرها أنه وقع الاختيار عليها لتقديم برنامج جديد فوافقت بعد اقتناعها بموضوعه
في شهر أبريل 2008 عادت إلى روتانا لتطل عبر قناة روتانا خليجية ببرنامج حمل عنوان «سيدتي» وتم إنتاجه بالتعاون مع مجلة سيدتي، البرنامج منوع ويحاكي أبواب المجلة، ويتضمن تحقيقات مصورة، من تنفيذ شركة كاريزما صور في دبي في نوفمبر 2008، شاركت في حفل افتتاح أكبر منتجع في الشرق الأوسط- “أتلانتيس النخلة ” دبي فكانت الاعلامية اللبنانية الوحيدة التي وجهت لها دعوة إلى الحفل بمشاركة شخصيات عربية وعالمية، استمرت في تقديمه حتى بداية العام 2012 عندما تركت البرنامج لتضع مولودها الأول.

## البرامج
| البرنامج                                                                                                   | عرض على                     | العام                     |
| --- | --------------------------- | ------------------------- |
| الأخبار الرياضية                                                                                           | art الرياضية                | 1993                      |
| أفيش | art الأفلام                 | 1994                      |
| الأوائل تكسب                                                                                               | art المنوعات                | 1995                      |
| توب 20 | art الموسيقى، روتانا موسيقى | 1996-2004                 |
| أهل الطرب                                                                                                  | art الموسيقى                | 1998                      |
| أخبار فنية                                                                                                 | art الموسيقى                | 1998-1999                 |
| تيك تاك | art الموسيقى                | 1999-2000                 |
| عم يسألوني                                                                                                 | art الموسيقى                | رمضان 2001                |
| خيمة رمضان                                                                                                 | art الموسيقى                | رمضان 2002                |
| حفلات راديو وتلفزيون العرب، مهرجان هلا فبراير، مهرجان قرطاج، باريس، مونت كارلو، مهرجان جرش، مارينا، أغادير | art الموسيقى                | 1996-2002                 |
| دي جي | art الموسيقى                | 2002                      |
| نورت | روتانا موسيقى               | رمضان 2005                |
| قمرين | روتانا موسيقى               | رمضان 2006                |
| إنت مين | تلفزيون أبو ظبي             | نوفمبر 2007- مارس 2008    |
| سيدتي | روتانا خليجية               | 6 أبريل 2008 - أغسطس 2012 |